# Mezőkeszü
Mezőkeszü (románul: Chesău) település Romániában, Kolozs megyében.

## Fekvése
Kolozsvártól 42 km-re keletre, Mócs, Magyarpalatka és Mezőgyéres közt fekvő település.

## Története
Nevét 1312-ben Kezw néven említették először (Dl. 30 598). Későbbi névváltozatai: 1332-ben Kezev, Kezy, Gezev, Kezu.
A település – nevéből következtetve – a Keszi törzsbeli vitézek, utóbb várjobbágyok települése volt. 1312-ben már említették a Keszi-erdőt a Kamarás és Palatka közötti határ megvonásakor, 1334-ben pedig határjáráskor e helyen Wass Miklóst említették birtokosként. Az 1332–1335-ös pápai tizedjegyzék ugyancsak említette, mely szerint papja 1332-ben 16 új báni, 1333-ban 15 keresztes báni, 1334-ben 8 keresztes den, 9 kisden, 1335-ben 20 den pápai tizedet fizetett.
A középkorban lakossága római katolikus volt, mely a reformáció idején felvette a református vallást.
A trianoni békeszerződésig Kolozs vármegye Mocsi járásához tartozott.

## Lakossága
1910-ben 682 lakosa volt, ebből 542 magyar, 96 román, 38 cigány és 6 német nemzetiségűnek vallotta magát.
2002-ben 362 lakosából 329 magyar, 33 román volt.

## Látnivalók

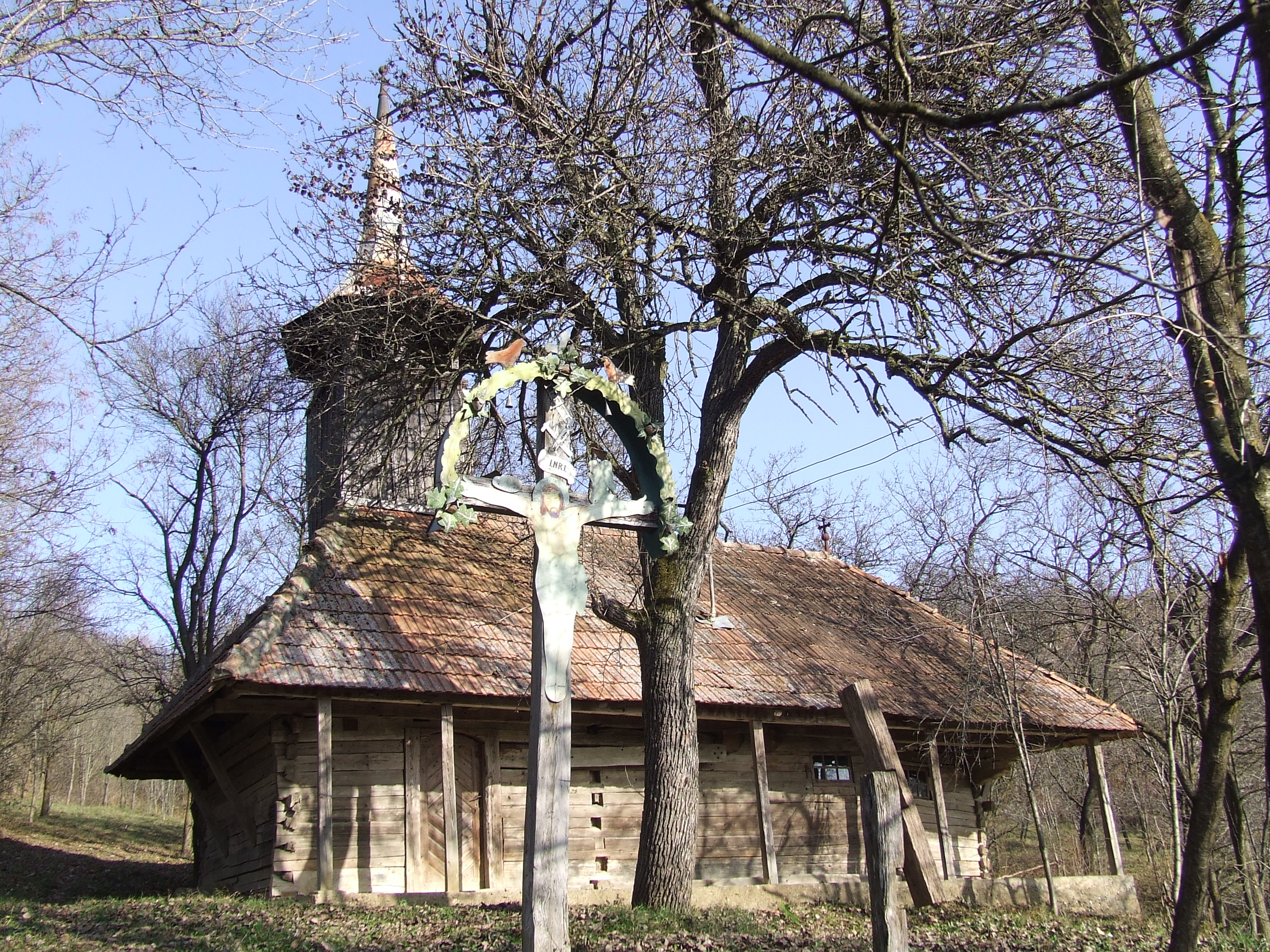
A román fatemplom

- Református temploma már a 14. század közepén állt, román kori, a 15. század elején nagy mértékben átépítették, ekkor gótikus jegyeket is kapott. A templom legegyedibb része a reneszánsz díszítésű déli kapu. A keretén leveles, indás füzérdíszítés van, a párkány közepén és sarkain faragott angyalfejekkel. Stílusát tekintve észak-olaszországi hatást mutat, de két helyi mesterember munkája, mint azt a rajta levő felirat is elárulja: "Hanc postem fererunt fabricari Antonius Veres, Thomas Novai, 1521."

A templomnak még középkori emléke egy kőből készült keresztelőmedence.

## Nevezetes esemény Mezőkeszün
A vidéket érintette az 1883-as mócsi meteorithullás, amely a Mezőség területén 9 falu térségében mintegy 300 kilogrammnyi meteoritanyagot hozott. Mócson és Vajdakamaráson kívül Mezőgyéres, Gyulatelke, Visa, Báré, Mezőkeszü, Magyarpalatka, Marokháza települést érintette a szóródási ellipszis.

## Ismert emberek
- Itt született 1883. december 10-én Járai István, a nagyenyedi Bethlen Gábor Kollégium igazgató-pedagógusa, publicista.